# Partička (slovenský pořad)
Partička slovenský televizní pořad vysílaný na televizi TV Markíza, zpracovaný podle celosvětově úspěšného pořadu Whose Line Is It Anyway?. Pořad je založený na improvizaci čtyř herců. Všechno pod vedením Dana Dangla, který je zároveň i režisérem tohoto úspěšného pořadu. Hudební doprovod zajišťuje Marián Čurko. Princip pořadu spočívá na improvizaci v různých hrách. Program se hraje na prknech slovenského divadla L+S od května 2009. Pro jeho velký úspěch se ho rozhodla nasadit do vysílání televize Markíza od podzimu 2009, česká Prima jej s úspěchem vysílá od roku 2011. S Partičkou herci objíždějí také divadla.

## Účinkující
- Petra Polnišová – účinkující
- Lukáš Latinák – účinkující
- Juraj Kemka – účinkující
- Marián Miezga – účinkující
- Róbert Jakab – účinkující
- Roman Pomajbo – účinkující
- Richard Stanke – účinkující
- Marián Čekovský – účinkující
- Ady Hajdu – účinkující
- Michal Kubovčík – účinkující
- Štefan Martinovič – účinkující
- Daniel Dangl – moderátor
- Marián Čurko – hudba
- Róbert Hostaľ – hudba

### Hosté
- Kristína Tóthová
- Michal Suchánek
- Richard Genzer
- Aňa Geislerová
- Vojtěch Dyk
- Tatiana Vilhelmová
- Ľuboš Kostelný
- Monika Hilmerová
- Ján Kuric
- Helena Krajčiová
- Erika Judínyová
- Ági Gubíková
- Lenka Hagarová
- Braňo Mojsej
- Eva Máziková
- Ľudovít Cittel

## Typy her
Každá hra je hraná na určité téma. Stále jsou vymýšlena nová témata. Tady je jen pár z nich.

### Alter Ego
Dva herci spolu mluví na určité téma a druzí dva jim dělají svědomí – komentují jejich rozhovor, říkají, co si doopravdy myslí.

### Švihlé ruce
Hrají ji 2 herci. Jeden z nich nemá k dispozici svoje ruce – ty mu nahrazuje ten druhý, který se snaží situaci udělat co nejhorší.

### Souboj
Herci jsou rozděleni na 2 skupiny a musí rapovat proti sobě.

### Epické divadlo
Epické divadlo anebo také Brechtovo divadlo.
- Verze 1. – Dva hrají téma a druzí dva jim mění děj komentováním jejich vlastních pocitů.
- Verze 2. – Dva hrají na dané téma a mohou libovolně vystoupit z role a říct, co se stane, např. "začne si kousat nehty na nohou" a poté to opravdu musí zahrát.

### Žánry
Herci hrají dané téma. Přitom se jim mění žánr scénky. Např. Komedie, Western, Drama, Horor atd.

### Nálady
Herci improvizují na téma. Mění se jim nálady, podle toho, co se jim ukáže na obrazovce. Např. klamářský, flirtovací, nemocný, hnusný, mafiánský, diktátor. Nemusí to být ovšem pouze nálady, co se mění, také se tam mohou objevit věci, které mají napodobit jako: klaun, krtek, po třech energy drincích, po čtyřech energy drincích, cítící všude naftu, mající nemravné návrhy, přijímající nemravné návrhy, myslící si o sobě, že je klavír…

### Dabing
Herci dabují nějaký úsek filmu, seriálu anebo pořadu.

### Píseň
Zpěv na určité téma.

### Píseň pro diváka
Daniel Dangl si vybere diváka z publika a herci mu zazpívají píseň.

### Párty
Jeden z herců "pořádá" párty. Musí zjistit, koho představují další tři herci.

### Věty na zemi
Herci mají po zemi rozházené papírky s větami. Na signál je zvednou a musí je zasadit do děje.

### Soudní síň
Je tam odsouzený a obhájce/prokurátor, který na signál mění svoje postavy z obhájce na prokurátora a naopak.

### Nedělní chvilka poezie
Herci mají zadané téma, které musí rozvinout veršem.

### Opera
Herci musí na téma zpívat improvizovanou operu.

### Ruce
Hrají ji dva herci. Jeden zná téma, druhý ne. Ten, který pozná téma bude hrát ruce druhého herce a ten musí podle rukou uhádnout téma

### Překlad
Jeden herec zná téma, říká jej v cizím jazyce (může to být i vymyšlený jazyk) a ten druhý ho musí přeložit do slovenštiny (češtiny).

### Stop
Hru hrají čtyři herci, z toho dva poznají téma a dva jsou vzadu se sluchátkách na uších a otočení hrajícím hercům zády, takže nevědí, co se na pódiu děje. Když někdo z nich zvedne ruku, vymění někoho zpředu a pokračuje v tom, co si myslí, že se hraje.

### Nečekaný telefonát
Herci si navzájem vymýšlí, kdo jim volá a s osobami, které jim byly "přiděleny" poté vedou krátký rozhovor.

### Otázka
Hrají jí dva herci, kteří se na dané téma dorozumívají jen otázkou. Jakmile se někdo zmýlí, střídá ho herec zezadu. (Tuto hru vždy v české Partičce vyhraje Michal Suchánek)

### Literární a filmové názvy
Na stejném principu jako předcházející hra. Herci musí hrát na téma, a použít ve větě literární nebo filmový název.

### Všechno nejhorší
Zadá se téma a herci musí říkat to nejhorší, co v dané chvíli mohou.

### Reklamace
Hrají dva herci – prodavač a reklamující. Reklamující ale neví, co reklamuje, a to právě musí zjistit.

### Čelovka
Hrají ji dva herci. Oba mají na čele papírek se jménem, ale neví s jakým. Navzájem spolu vedou konverzaci a probírají tu osobnost, jakou má ten druhý na čele – tudíž si dávají takto nápovědy a snaží se uhodnout, kdo je kdo.

### Blázni
Hru hrají všichni herci. Tři z nich mají určitou chorobu anebo úchylku, která se projevuje při určitém pohybu anebo vyslovení daného slova. Čtvrtý herec musí zjistit na základě čeho dělají ostatní podobné úkony.

### Abeceda
Hrají ji dva herci a dorozumívají se jen větami začínajícími na písmena, tak jak jdou podle abecedy. Pokud se některý z herců splete, střídá ho další – takže je možné, že tuto hru nakonec hrají všichni herci.

### Seznamka
Hrají ji všichni herci. Tři z nich hrají předem určené postavy, čtvrtý se snaží zjistit na základě herci poskytnutých informací, kdo že herci jsou. (Oblíbená hra Richarda Genzera)

### Tiskovka (tisková konference)
Hrají jí všichni čtyři a funguje na podobném principu jako seznamka. Jeden ze čtyř herců dostane sluchátka a jde dozadu (pryč z jeviště). Moderátor řekne divákům a těm třem hercům kdo vlastně bude… Poté přijde herec zezadu a ti tři herci představují novináře a otázkami mu musí napovídat, aby přišel na to, kdo vlastně je.

### Dvě věty
Tuto hru hrají tři herci. Jeden z nich může mluvit, co chce. Zbylí dva dostanou zadané dvě věty, které během celé hry mohou používat (nesmí říct nic jiného než ty dvě věty). Hraje se vždy na nějaké téma.

### Hodný a zlý policajt
Tuto hru hrají jen 3 herci. Moderátor zadá téma – dva herci se stanou "hodným a zlým policajtem" = dříve pracovali jako policisté, jeden byl hodný a druhý zlý. Pořád jsou na to zvyklí a tak i v nové "profesi" se chovají jako hodný a zlý policisté.

### Jedno písmeno
Zadá se téma a písmeno, na které vždy musí věta začínat. Tuto hru hrají dva herci, avšak pokud se někdo splete, střídá ho další – tzn. v konečném důsledku ji mohou hrát všichni.

### Jedno slovo
Zadá se téma a herci musí při vyprávění (rozvíjení tématu) používat jen jedno slovo. Hru hrají všichni.

### Interview
Tuto hru hrají tři herci. Je velmi podobná hře Jedno slovo. Jeden herec se stane moderátorem a dva herci se stanou jednou osobností – každý herec, který "tvoří" osobnost, musí použít jen jedno slovo. Moderátor musí poznat, kdo je ta osobnost.

### Kdo jsem?
Tuto hru hrají všichni herci a je velmi podobná Seznamce a Párty. Tři herci znají téma. Jeden ho nezná a musí uhodnout, kdo je a v jaké situaci se nachází.

### Muzika
Tuto hru "hrají" všichni herci. Jeden z nich předvádí pantomimicky píseň. Zbylí tři herci musí podle pantomim zjistit, o jakou písničku jde (mají sluchátka a nic neslyší!)

### Nespokojený režisér
Tuto hru hrají všichni herci. Jeden z nich se stane režisérem a zbylí herci předvádí nějakou scénku z filmu (podle domluvy). Režisér je ovšem nespokojený a opravuje (přerušuje…) je, dokud není spokojený.

### Nevhodný zpěv
Herci musí vymyslet (předvést…) něco, kam se vůbec nehodí zpěv.

### Poslední písmeno
Tuto hru hrají jen dva herci na zadané téma, ale pokud se z nich někdo splete, střídá ho další herec. Každá věta musí začít na poslední písmeno věty předešlé (např. Dobrý den, jeden lístek. Kam?… atd.)

### Pro neslyšící
Tuto hru hrají tři herci na zadané téma. Dva spolu hovoří a třetí to překládá do řeči pro neslyšící.
Kultovními hláškami ze slovenského vysílání jsou např. "Kto nakŕmí pavúkov?" "Kto pooberá čerešně?" "Dávaj si pozor na recyklované otázniky, moja."

### Příběh
Zadá se téma a všichni herci musí téma rozvíjet krátkými větami a vytvořit tak příběh.

### Rekvizity
Herci dostanou nějaké věci a musí je použít na to, k čemu se běžně nepoužívají. Hru hrají všichni herci.

### Správně-nesprávně
Moderátor zadá téma a herci se rozdělí na dvojice. První dvojice předvede scénku, jak by měla vypadat. Druhá dvojice ji předvede tak, jak by nikdy vypadat neměla.

### Telefonát
Tuto hru hrají dva herci a je velmi podobná hře Nečekaný telefonát. Jeden z nich ví všechno – kdo je, kdo je druhý herec a proč mu volá. Ten druhý herec tohle všechno musí uhodnout.

### Teleshopping
Hru hrají jen dva herci. Na chvíli odejdou a moderátor jim připraví několik věcí a oni je musí na zadané téma (např. bolest nohou) předvést a přemluvit lidi, aby si to koupili.

### To by nikdy neřekl
Tuto hru hrají všichni herci. V této hře musí herci vymyslet něco, co by nějaká osobnost (kterou moderátor zadá – např. Václav Klaus) nikdy neřekla.

### Detektor lži
Tuto hru hrají 3 herci. Jeden sedí za stolem Daniela Dangla a má k dispozici zvonek. Dva zatím vedou rozhovor na určité téma a herec se zvonkem odzvoní vše, co je podle něj špatně. Poté se musí opravit. (např. 'Byl jsem ředitelem té továrny', zazvoní zvonek, 'Byl jsem zaměstnanec té továrny', zvonek, 'Procházel jsem se kolem té továrny')